# کوتاهیه
کوتاهیه یا کوتاهیا (به ترکی استانبولی: Kütahya) مرکز استان کوتاهیه شهری در غرب ترکیه با جمعیت حدود ۲۱۲٬۴۴۴ نفر است.